# Егоров, Александр Иванович (Герой Советского Союза)
Александр Иванович Егоров (1905—1968) — старший сержант Рабоче-крестьянской Красной Армии, участник Великой Отечественной войны, Герой Советского Союза (1945).

## Биография
Александр Егоров родился в 1905 году в посёлке Мытищи (ныне — город в Московской области). Получил начальное образование, работал столяром-краснодеревщиком на мебельной фабрике. В 1926—1929 годах проходил службу в Рабоче-крестьянской Красной Армии. После демобилизации работал мастером на Мытищинском вагоностроительном заводе. В августе 1942 года Егоров был повторно призван в армию. Окончил школу младших командиров. С сентября 1942 года — на фронтах Великой Отечественной войны. Принимал участие в боях на Сталинградском, Южном, 4-м Украинском, 1-м Прибалтийском, 3-м и 1-м Белорусских фронтах. Участвовал в Сталинградской битве, освобождении Сальска, Ростова, Донбасса, Мелитополя, Крыма, Белорусской и Литовской ССР, боях в Восточной Пруссии, Берлинской операции. К апрелю 1945 года гвардии старший сержант Александр Егоров командовал отделением 51-го гвардейского отдельного сапёрного батальона 13-го гвардейского стрелкового корпуса 43-й армии 3-го Белорусского фронта. Отличился во время штурма Кёнигсберга.
6 апреля 1945 года вместе с тремя сапёрами Егоров взорвал дот, мешавший продвижению советских войск к форту, что позволило вынудить гарнизон форта к капитуляции. В ходе дальнейших боёв за город в районе кирпичного завода Егоров с несколькими сапёрами, несмотря на вражеский огонь, подобрался к укреплённому дому, где засели солдаты противника, и взорвал его.
Указом Президиума Верховного Совета СССР от 19 апреля 1945 года за «образцовое выполнение боевых заданий командования на фронте борьбы с немецкими захватчиками и проявленные при этом отвагу и геройство» гвардии старший сержант Александр Егоров был удостоен высокого звания Героя Советского Союза с вручением ордена Ленина и медали «Золотая Звезда» за номером 7280.
После окончания войны Егоров был демобилизован. Проживал в посёлке Мамонтовка Пушкинского района Московской области, работал на Мытищинском машиностроительном заводе, затем на заводе дорожных машин в Мамонтовке. Скончался 6 октября 1968 года, похоронен на кладбище в Мамонтовке.
Был также награждён орденами Красной Звезды, Славы 2-й и 3-й степеней, рядом медалей.